# Castle on the Hill
"Castle on the Hill" é uma canção do cantor inglês Ed Sheeran, gravada para seu terceiro álbum de estúdio, ÷ (2017). Foi lançada em 6 de janeiro de 2017 em conjunto com "Shape of You" como os dois primeiros singles do disco. Foi composta e produzida pelo próprio intérprete com o auxílio de Benny Blanco.

## Desempenho nas tabelas musicais

### Posições
| Tabela musical (2017)                                  | Melhor posição |
| ------------------------------------------------------ | -------------- |
| Alemanha (Media Control Charts)                        | 2              |
| Austrália (ARIA Charts)                                | 2              |
| Áustria (Ö3 Austria Top 40)                            | 2              |
| Bélgica (Ultratop 50 de Flandres)                      | 2              |
| Bélgica (Ultratop 40 da Valônia)                       | 25             |
| Canadá (Canadian Hot 100)                              | 2              |
| Escócia (The Official Charts Company)                  | 1              |
| Eslováquia (IFPI Slovenská Republika)                  | 2              |
| Espanha (Productores de Música de España)              | 2              |
| Estados Unidos (Billboard Hot 100)                     | 6              |
| Finlândia (IFPI Finlândia)                             | 4              |
| França (Syndicat National de l'Édition Phonographique) | 3              |
| Hungria (Magyar Hanglemezkiadók Szövetsége)            | 3              |
| Japão (Japan Hot 100)                                  | 39             |
| Irlanda (Irish Recorded Music Association)             | 2              |
| Itália (Federazione Industria Musicale Italiana)       | 3              |
| México (Mexico Inglés Airplay)                         | 7              |
| Noruega (VG-lista)                                     | 3              |
| Nova Zelândia (NZ Top 40 Singles)                      | 2              |
| Países Baixos (MegaCharts)                             | 4              |
| Polónia (Związek Producentów Audio Video)              | 37             |
| Reino Unido (UK Singles Chart)                         | 2              |
| Chéquia (IFPI Česká Republika)                         | 2              |
| Sérvia (IFPI)                                          | 23             |
| Portugal Top Nacional de Singles (AFP)                 | 3              |
| Portugal Top Nacional de Streaming (AFP)               | 3              |
| Suécia (Sverigetopplistan)                             | 2              |
| Suíça (Schweizer Hitparade)                            | 2              |
| União Europeia (Euro Digital Songs)                    | 2              |

### Certificações
| País (Empresa)             | Certificação |
| -------------------------- | ------------ |
| Alemanha (BVMI)            | Diamante     |
| Austrália (ARIA)           | 5× Platina   |
| Áustria (IFPI Áustria)     | Ouro         |
| Bélgica (BEA)              | Platina      |
| Canadá (Music Canada)      | 4× Platina   |
| Dinamarca (IFPI Dinamarca) | Platina      |
| Espanha (PROMUSICAE)       | Platina      |
| Estados Unidos (RIAA)      | 2× Platina   |
| França (SNEP)              | Platina      |
| Itália (FIMI)              | 2× Platina   |
| Nova Zelândia (RMNZ)       | 2× Platina   |
| Polónia (ZPAV)             | 2× Platina   |
| Reino Unido (BPI)          | 2× Platina   |